# What's Bin Did and What's Bin Hid
What's Bin Did & What's Bin Hid es el álbum debut del cantante y compositor británico Donovan. Fue lanzado en el Reino Unido cuatro días después de su decimonoveno cumpleaños, el 14 de mayo de 1965, a través de Pye Records. Terry Kennedy, Peter Eden y Geoff Stephens produjeron el álbum. 

## Lanzamiento
El álbum fue lanzado en los Estados Unidos como Catch the Wind por Hickory Records en junio de 1965. La discográfica le cambió el título para que coincida con el del sencillo debut de Donovan.
A finales de 1964, Peter Eden y Geoff Stephens le ofrecieron a Donovan un contrato de grabación con Pye Records en el Reino Unido. Donovan había actuado en Gran Bretaña y se había hecho muy conocido en los círculos folclóricos británicos antes de su contrato discográfico. Sus cintas de demostración de 1964 (lanzadas como Sixty Four en 2004) muestran un gran parecido con Woody Guthrie y Bob Dylan, lo que probablemente provocó la línea de prensa "La respuesta británica a Bob Dylan" que se publicó posteriormente. What's Bin Did and What's Bin Hid es notable porque captura a Donovan en un punto en el que su estilo y visión estaban comenzando a diferir significativamente de los de Guthrie y Dylan.
La música consiste principalmente en Donovan cantando y tocando el arpa de boca y la guitarra acústica, al igual que sus presentaciones en vivo de la época. Todavía tenía algunos vestigios del estilo de Woody Guthrie. What's Bin Did and What's Bin Hid también incluye folk británico ("Tangerine Puppet") e incluso algo de jazz ("Cuttin 'Out").
Donovan volvió a grabar "Catch the Wind" para el álbum, que se lanzó inicialmente como su sencillo debut en el Reino Unido el 12 de marzo de 1965.
Otros músicos que aparecen en el álbum son Brian Locking en el bajo, Skip Alan (que se unió a Pretty Things más tarde el mismo año) en la batería y Gypsy Dave en el kazoo.

## Lista de canciones
Todas las canciones escritas por Donovan excepto donde se indica
| Cara A |                      |                            |          |  |
| N.º    | Título               | Escritor                   | Duración |  |
| 1.     | «Josie»              |                            | 3:28     |  |
| 2.     | «Catch the Wind»     |                            | 2:58     |  |
| 3.     | «Remember the Alamo» | Jane Bowers                | 3:04     |  |
| 4.     | «Cuttin' Out»        |                            | 2:19     |  |
| 5.     | «Car, Car»           | Woody Guthrie              | 1:31     |  |
| 6.     | «Keep on Truckin'»   | Trad., arreglos de Donovan | 1:50     |  |

| Cara B |                                           |                                                              |          |  |
| N.º    | Título                                    | Escritor                                                     | Duración |  |
| 1.     | «Goldwatch Blues»                         | Mick Softley                                                 | 2:33     |  |
| 2.     | «To Sing for You»                         |                                                              | 2:45     |  |
| 3.     | «You're Gonna Need Somebody on Your Bond» | Trad., arreglos de Donovan                                   | 4:04     |  |
| 4.     | «Tangerine Puppet»                        |                                                              | 1:51     |  |
| 5.     | «Donna, Donna»                            | Sholom Secunda, Aaron Zeitlin, Arthur Kevess, Teddi Schwartz | 2:56     |  |
| 6.     | «Ramblin' Boy»                            |                                                              | 2:33     |  |